# カーソンシンク
カーソンシンク（英: Carson Sink）はネバダ州にあるカーソン砂漠の北東部を占めるプラヤ(en:Sink (geography))。以前はカーソン川がそそいでいた。現在はトラッキー・カーソン灌漑区の排水路の水がそそいでいる。排水路が注ぐ南東の端はセントラルベースンアンドレンジエコリージョンの湿地帯となっており、大部分はファロン国立野生動物保護区およびスティルウォーター野生動物管理地域となっている。この地域は渡り鳥の重要な中継地となっている。

## 歴史
カーソンシンクは更新世に存在したラホンタン湖（現在はラホンタン盆地となっている）の水深の深部である。
カリフォルニアゴールドラッシュのとき、フォーティマイル砂漠を通過してたら最初に飲料水が得られるカーソン川までの区間を含むラホンタン盆地の通過にカーソントレイルが使われた。
1984年、カーソンシンクとフンボルトシンクとの間の自然の堤防が、過去3年間の大降雪による州間高速道路80号とラブロックの町の浸水を防ぐためネバダ州交通局により壊された。その後1987年まで両者は繋がっていた。